# いかさま狐狩り
『いかさま狐狩り』（いかさまきつねがり、原題：OUT-FOXED、公開：1949年11月5日）は、アメリカ合衆国の映画会社メトロ・ゴールドウィン・メイヤー（MGM）に所属していたアニメーターのテックス・アヴェリーによる短編アニメ作品のひとつ。原題の"Outfoxed"は「だまされた」という意味。

## スタッフ
- 監督 - テックス・アヴェリー
- 制作総括 - フレッド・クインビー
- アニメーション制作 - ウォルター・クリントン、ボブ・キャノン、マイケル・ラー、グラント・シモンズ
- 脚本 - リッチ・ホーガン
- 音楽 - スコット・ブラッドリー

## 内容
初老の男性ハンター（作中では KENNEL MASTER と表示されている）に飼われているドルーピーは他の猟犬たちとキツネ狩りに出ることになった。キツネ一頭を捕まえるごとに大きなステーキを一枚プレゼントという特典に脱兎のごとく飛び出す猟犬たちに対して、「僕ね、あわてるの嫌いさ」（新吹き替えでは「急がば回れ」）と余裕綽々のドルーピーはのろのろと出て行く。相手のキツネは賢く、ちょっとやそっとでは捕まらない難敵。粗暴で欲深い猟犬たちは巧みにあしらわれ、散々にやられてしまう。ライバルが脱落したところでドルーピーがキツネの家に現われ玄関をノック。出てきたキツネに「そろそろ捕まってよ」と頼む。キツネが取り付く島もなく断ると「ステーキがもらえないよ」と泣き出し、「実はね、キツネ1匹を捕まえるごとに大きなステーキがもらえるのよ」と話すドルーピー。これを聞いたキツネは狂喜し、「キツネ1匹ごとに? 何とかしてあげられそうよ」と親戚や仲間のキツネに次々に電話連絡し、ドルーピーは長蛇の列になるほどのキツネを捕まえて（引き連れて）ハンターの家へ帰ってくる。その晩、満身創痍になって戻ってきた猟犬たちが見たのは、ずらりとテーブルに並び、ステーキをご馳走にドルーピーを称えて「あいつは良い奴（For He's a Jolly Good Fellow）」と歌いながらパーティーに興じる大勢のキツネたち。犬に追われる獲物のはずのキツネが狩りの褒美だったステーキをせしめるあべこべの結末となった。

## 登場するキャラクター
ドルーピー
声 - 玉川良一（旧吹き替え）、中尾隆聖（新吹き替え）
今回はキツネ狩りに挑む猟犬役。頭脳プレーを得意とする難敵のキツネに対し、その知恵を逆に利用してステーキを手中にする。
キツネ
声 - ？
名前は「REGINALD FOX（レジナルド・フォックス）」。イギリス訛りでしゃべり、「ブリティッシュ・グレナディアーズ（英国の擲弾兵）」をテーマ曲にしている。読んでいる新聞は「フォックス・ニュース（FOX=キツネ）」。キツネに相応しくすばやい動きと頭脳プレーを得意とする一方、ステーキと聞いて一瞬取り乱すものの常時落ち着き上品で、紳士的かつ気障（きざ）な雰囲気を持つ。紅茶が好きで、カップとティーポットを片時も放さず、猟犬たちに襲われても余裕で一杯やっている。親戚や知り合いが非常に多く、ステーキのご馳走を囲んでのパーティーは大いに盛り上がる。
初老の男性ハンター
声 - 岩崎ひろし（新吹き替え）
ドルーピーのほか、9頭の猟犬を飼っているハンター。屋号は「YE KENNELS（イー・ケンネルズ）」。
猟犬たち
声 - 島香裕（新吹き替え）
政治家（ウィンストン・チャーチル、フランクリン・ルーズベルト）、作家（アーネスト・ヘミングウェイ）、歌手（フランク・シナトラ）、科学者（ジョン・フレミング）、俳優（ジョン・ウェイン、クラーク・ゲーブル、ゲイリー・クーパー）などの著名人にあやかった立派な名前を与えられているが、ドルーピーがキツネからもらった骨（実は猟犬達がドルーピーを通じてキツネに渡したはずだったダイナマイトが入っている）や、ドルーピーがつかまえたキツネが入った袋（実はキツネにやられた猟犬のうち1頭が入っていた）を横取りしたりと、横暴で強欲。キツネの敵ではなく、こっぴどくやられてしまう。全部で9頭が確認できるが、そのうち1頭はメスのエリザベス（顔見せだけで、狩りには参加していない）。
新吹き替えでは名前は前から順に「ロナルド」、「セドリック」、「パーシバル」、「チョンシー」、「ハフニー」、「シンシア（メス）」、「ホントルロイ」、「ヘミングウェイ」、「バーソロミュー」となっている。

## 日本でのTV放映
TBS版の『トムとジェリー』の短編に挟まれて放映されていた。順番で時折放映された。

## 収録ソフト
- トムとジェリー ドルーピーといっしょ VOL.3（VHS）
- ドルーピー君サーカスへ行く 編（DVD）
- トムとジェリーVOL.6 特典映像（DVD）